# Day26 (álbum)
Day26 é um álbum de Day26, lançado em 2008.